# Pandanus clandestinus
Pandanus clandestinus är en enhjärtbladig växtart som beskrevs av Benjamin Clemens Masterman Stone. Pandanus clandestinus ingår i släktet Pandanus och familjen Pandanaceae.
Artens utbredningsområde är Nya Kaledonien. Inga underarter finns listade.